# 同志社幼稚園
同志社幼稚園（どうししゃようちえん）は、京都府京都市上京区寺町通石薬師下る染殿町にある私立幼稚園。

## 創立者
新島襄は「キリスト教主義の学校は幼稚園から大学に至るまで必要であると確信している」という信条を持っていた。

## 沿革

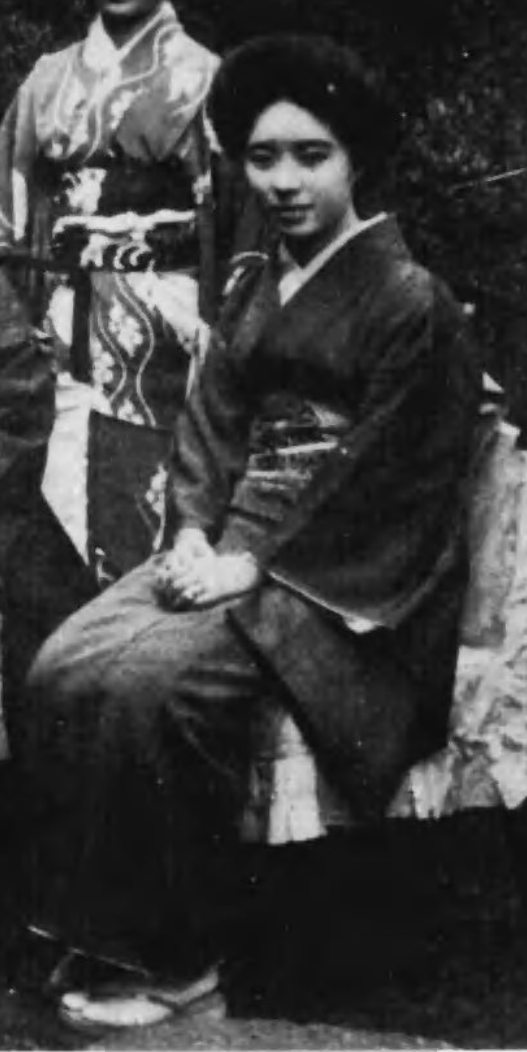
初代園長の武間冨貴（大沢善助の娘）

新島の没後7年目、1897年（明治30年）6月24日、アメリカンボードから派遣されていたメリー・F・デントンにより、京都市出町枡形町に一民家を借りて出町幼稚園として開園されたが、当時のキリスト教を取り巻く世相は厳しく、明治33年3月に出町幼稚園は閉鎖を余儀なくされた。閉鎖と同時に、同年4月同志社の教師でもあったD.W.ラーネッド園長は、寺町今出川下る西側のラーネッド邸内に私費で園舎を建築、1900年（明治33年）9月に今出川幼稚園として発足。1947年（昭和22年）7月、今出川幼稚園を同志社幼稚園と改称して経営を同志社本部に移し、現在に至っている。2020年3月末に、現在地（京都市上京区寺町通石薬師下る染殿町665番地1）へ移転した。

## 推薦制度
2007年度までの園児には、推薦制度が適用されない。
2008年4月より入園する園児から、30名を上限とした枠で同志社小学校への推薦入学制度が開始されている。
2011年4月より、同志社国際学院初等部が開設され、若干名であるが内部推薦が可能である。

## 系列校
学校法人同志社が設置する諸学校は、大学を頂点とした大学附属学校の形態を取らず、独立の学校群として位置づけられている。なお、同志社小学校、同志社国際学院初等部・国際部に限り、同志社大学の付属校である。
- 大学
  - 同志社大学
  - 同志社女子大学
- 中高一貫校
  - 同志社中学校・高等学校
  - 同志社女子中学校・高等学校
  - 同志社香里中学校・高等学校
  - 同志社国際中学校・高等学校
- 小学校
  - 同志社小学校
  - 同志社国際学院初等部・国際部